# Фадеев, Роман Александрович
Роман Александрович Фадеев (род. 19 ноября 1967 года, Ленинград, СССР) — врач-стоматолог-ортодонт, ортопед высшей квалификационной категории, доктор медицинских наук, профессор.

## Биография
Роман Александрович Фадеев родился 19 ноября 1967 года в Ленинграде в семье стоматолога и ученого-инженера.
В 1989 году окончил Первый Ленинградский медицинский институт им. акад. И. П. Павлова по специальности «Стоматология».
С 1991 года работал ассистентом кафедры ортопедической стоматологии Первого Ленинградского медицинского института им. акад. И. П. Павлова, увлекся и глубоко стал изучать и ортодонтию, а в 1995 году защитил кандидатскую диссертацию по теме «Рентгеноцефалометрическая характеристика дистального прикуса у взрослых» с присуждением ему ученой степени кандидата медицинских наук.
В 2003 году Фадееву Р. А. присвоено ученое звание доцента.
В 2001 году защитил докторскую диссертацию на тему «Современные методы диагностики и лечения взрослых больных с зубочелюстными аномалиями» с присуждением ему ученой степени доктора медицинских наук.
В 2002 году был избран на должность доцента кафедры ортопедической стоматологии и материаловедения с курсом ортодонтии взрослых Санкт-Петербургского государственного медицинского университета им. акад. И. И. Павлова, где работал до января 2006 года. На кафедре Фадеев Р. А. отвечал за научную работу, в том числе и за работу студенческого научного общества.
В 2004 году был награждён премией Потанина как лучший преподаватель года.
В сентябре 2005 года д.м.н. Фадеев Р. А. был приглашен работать по совместительству заведующим кафедрой ортодонтии Санкт-Петербургского института стоматологии последипломного образования (СПб ИНСТОМ), а с января 2006 года перешел на постоянную работу в СПб ИНСТОМ на должность ректора, совмещая эту работу с заведованием кафедрой ортодонтии этого же института.
В 2007 году высокие показатели продуктивности научной и практической работы позволили д.м.н. Фадееву Р. А. организовать первую в России в негосударственном ВУЗе ординатуру по специальности «Ортодонтия», которая получила государственную аккредитацию. Во главе с проф. Фадеевым Р. А. ординатура за 14 лет подготовила и выпустила уже более 300 высокопрофессиональных врачей-клиницистов, которые востребованы и работают по специальности не только в различных городах России, но и за её пределами.
В должности ректора СПб ИНСТОМ работал до марта 2014 г.
В 2009 году Фадееву Р. А. присвоено ученое звание профессора.
С апреля 2014 года по сентябрь 2021 года работал заведующим кафедрой ортопедической стоматологии Северо-Западного государственного медицинского университета им. И. И. Мечникова. В сентябре 2021 года в связи с организацией первой в России кафедры ортопедической стоматологии, ортодонтии и гнатологии был переведен, в связи с избранием по конкурсу, на должность заведующего кафедрой, где работает по настоящее время, совмещая эту работу с должностью заведующего кафедрой ортодонтии Санкт-Петербургского института стоматологии, обучает врачей в ординатуре по специальности «ортодонтия»
С 2007 года по настоящее время работает по совместительству профессором кафедры стоматологии в Новгородском Государственном университете им. Ярослава Мудрого, где обучает студентов 2-5 курсов по специальности «Стоматология ортопедическая», «Ортодонтия».
С 2013 года по настоящее время ведет практический прием как главный специалист врач гнатолог, ортодонт и ортопед-стоматолог в ООО "Медико-правовом центре «Романовский»
Выдвинут членом-корреспондентом РАН на выборах 2022 года

## Научная деятельность
Сфера научных интересов — диагностика, лечение и профилактика зубочелюстных аномалий в различные возрастные периоды; диагностика, лечение и профилактика заболеваний височно-нижнечелюстного сустава и парафункций жевательных мышц; гнатология; ортогнатическая хирургия; междисциплинарная реабилитация пациентов с сочетанными зубочелюстно-лицевыми аномалиями; клеточная и цифровая стоматология; реабилитация стоматологических пациентов с фоновой соматической патологией.
Результаты исследований проф. Фадеева Р. А. были представлены на ряде научно-практических конференций, организатором части из которых он являлся.
- Впервые организованная проф. Фадеевым Р. А. в 2014 г. международная конференция «Современная гнатология» ежегодно собирает более 300 участников и является наиболее значимым и признанным как в России так и за рубежом форумом в данной области стоматологии.
- Начиная с 2006 года по 2022 год под руководством профессора Фадеева Р. А. защитили диссертации 12 кандидатов медицинских наук и 1 доктор медицинских наук, подготовлено к защите в 2022 году 2 аспиранта; руководит научной работой 14 аспирантов и 3 докторантов.
- Является заместителем главного редактора журнала «Институт стоматологии» и членом редколлегий журналов «Ортодонтия» и «Вестник СЗГМУ им. И. И. Мечникова», членом редакционного совета международного журнала «Ортодонтия и гнатология» (Беларусь).
- Член 2-х диссертационных советов по специальности «Стоматология»: Военно-медицинской Академии им. С. М. Кирова и Северо-Западного государственного медицинского университета им. И. И. Мечникова
- Эксперт системы НМО по специальности «Ортодонтия», экспертом Росздравнадзора по вопросам ортодонтии, ортопедической и хирургической стоматологии.
- Эксперт по стоматологии Главного управления здравоохранения (ГУЗ) Санкт-Петербурга
- С 2006 года по настоящее время руководит Научным медицинским Обществом стоматологов г. Санкт-Петербурга и Ленинградской области.

## Научные труды
Автор более 370 научных работ, в том числе: 2-х учебников по ортопедической стоматологии — «Факультетский курс»; 1 учебника для ассистентов стоматолога, 1 учебника по современным образовательным технологиям «Симуляционный курс»; двух изданий Национального руководства по Детской стоматологии, Национального руководства по Ортодонтии; 4-х монографий.
Нестандартные и уникальные решения в области стоматологической науки проф. Фадеева Р. А. подтверждены 48 патентами и авторскими свидетельствами, которые внедрены в клиническую практику.

## Награды и премии
- почетная грамота правительства Санкт-Петербурга
- медаль «За заслуги перед стоматологией»
- Грамота СтАР РФ
- ордена СтАР РФ «За заслуги перед стоматологией» II и I степени
- благодарность Минздрава РФ
- почетный ортодонт республики Беларусь